# Диурбел
 Тази статия е за града в Сенегал.  За областта вижте Диурбел (област).  
Диурбѐл (на френски: Diourbel) е град в Сенегал, разположен в западната част на страната. Столица е на едноименната област. В Диурбел има джамия и жп гара. Население към 2007 г. – 100 445 души.

## Икономика
Производството на фъстъци е много напреднало в града.

## Побратимени градове
- Авиньон, Франция